# Monjas

Monjas é uma cidade da Guatemala do departamento de Jalapa.